# Hydroporus brevis
Hydroporus brevis is een keversoort uit de familie waterroofkevers (Dytiscidae). De wetenschappelijke naam van de soort is voor het eerst geldig gepubliceerd in 1834 door R.F.Sahlberg.